# Jean Errecart
 (novembre 2015).
Si vous disposez d'ouvrages ou d'articles de référence ou si vous connaissez des sites web de qualité traitant du thème abordé ici, merci de compléter l'article en donnant les références utiles à sa vérifiabilité et en les liant à la section « Notes et références ».
Jean Errecart est un homme politique français né le 12 juillet 1909 à Orègue (Basses-Pyrénées) et décédé le 17 janvier 1971 à Paris.

## Biographie
Issu d'une famille de petits exploitants agricoles, Jean Errécart, bien qu'ayant mené des études de droit, à Bordeaux, reprend l'exploitation de la famille de son épouse en 1931.
Mobilisé au début de la Seconde Guerre mondiale, il s'engage dès son retour à la vie civile, dans le syndicalisme agricole.
En 1945, il est élu maire de la petite commune d'Orègue, fonction que son père avait occupé avant lui, puis au conseil général des Basses-Pyrénées, dans le canton de Saint-Palais.
En juin 1946, il est élu député, figurant en deuxième position sur la liste du MRP menée par Pierre de Chevigné, et réélu en novembre, dans les mêmes circonstances.
C'est cependant au Conseil général qu'il consacre l'essentiel de son action. Il en est vice-président, puis président de la commission des finances. Parallèlement, il participe au développement des coopératives agricoles locales.
En 1951, il doit céder la deuxième place sur la liste à Guy Petit, du fait de l'union opérée entre le MRP et la droite locale. Celle-ci n'étant pas très concluante et n'obtenant que deux sièges, il n'est pas réélu.
Il retrouve cependant brièvement l'assemblée nationale, remportant l'élection partielle provoquée en avril 1955 par le décès de Georges Loustanau-Lacau. Il échoue cependant à se faire réélire en 1956.
Candidat sans étiquette aux sénatoriales de juin 1958, il est élu au second tour, et réélu l'année suivante. Il conserve son mandat en 1965. 
Sa connaissance de l'agriculture de montagne est souvent mise à profit dans ses interventions de parlementaire. Il défend notamment le développement des infrastructures indispensable au maintien de ce type d'agriculture, ainsi que sa mécanisation.
Il meurt de maladie, en cours de mandat, en janvier 1971.

## Carrière politique
- Député des Basses-Pyrénées de juin 1946 à juin 1951 puis d'avril 1955 à janvier 1956
- Sénateur des Pyrénées-Atlantiques de juin 1959 à janvier 1971
- Conseiller général des Pyrénées-Atlantiques (canton de Saint-Palais) de septembre 1945 à janvier 1971